# Eriocaulon fergusonii
Eriocaulon fergusonii är en gräsväxtart som först beskrevs av Harold Norman Moldenke, och fick sitt nu gällande namn av Sylvia Mabel Phillips. Eriocaulon fergusonii ingår i släktet Eriocaulon och familjen Eriocaulaceae. Inga underarter finns listade i Catalogue of Life.